# Friedrich Wilhelm Schneidewin
Friedrich Wilhelm Schneidewin (1810-1856) est un philologue allemand.

## Biographie
Né à Helmstedt, il devient en 1833 professeur au gymnasium de Brunswick. En 1837, il est nommé professeur de lettres classiques et de littérature à l'Université de Göttingen, où il meurt en 1856.

## Œuvres
- Ibyci Rhegini reliquiae (1833), critiqué par Gottfried Hermann
- Simonidis Cei reliquiae (1835)
- Delectus poesis Graecorum elegiacae, iambicae, melicae (1838-1839)
- Paroemiographi graeci (1839)
- Sophocle (1849-1854).

Il a également édité des fragments des discours Pour Lycophron et Pour Euxénippe d'Hypéride (déjà publié par Churchill Babington d'après un papyrus découvert en Égypte en 1847) et un poème anonyme latin sur les figures rhétoriques (Incerti auctoris de figuris vel schematibus versus heroici, 1841), retrouvé par Jules Quicherat dans un manuscrit de la bibliothèque nationale de France.
Schneidewin est le fondateur de Philologus (1846), une revue consacrée à l'étude des lettres classiques.